# Едуард Муни
Едуард Муни (на английски: Edward Mooney) е американски католически духовник.
Той е роден през 1882 г. в Маунт Савидж, Мериленд. От 1937 г. до смъртта си е архиепископ на Детройт, а от 1946 г. е и кардинал.
Едуард Муни умира на 25 октомври 1958 г. в Рим.
1. ↑  mooney //   Посетен на 12 октомври 2020 г.